# Філодендрон
Філодендрон (Philodendron) — рід рослин родини ароїдні, що має близько 220 видів і велику кількість сортів та гібридів.

## Будова
Рід умовно можна поділити на дві частини. Перша з них ліани з повітряними коренями: Philodendron erubescens, Philodendron panduriforme, Philodendron melanochrysum, Philodendron hastatum.   Друга - не ліани, а деревоподібні: Philodendron bipinnatifidum. В природних умовах можуть досягати 200 метрів завдовжки, прикріплюючися до стовбурів коренями. Листя шкірясте, розрізняється за формою (від цілих до посічених на сегменти), забарвленню (від зелених до червоних) та характеру поверхні (від гладких до оксамитових).  У деяких видів листя досягає 60 см завдовжки. Деякі види швидко ростуть, наприклад Philodendron imbe виростає на 2,5 м за два-три роки.
Молоді особини часто сильно відрізняються від дорослої за формою листків. Оскільки в штучних умовах вони рідко досягають дорослої форми - розвивається так звана проміжна форма між молодим та дорослим виглядом рослини.

## Поширення та середовище існування
Зростає у тропічних лісах Південної Америки. 

## Практичне використання
Вирощують як кімнатну рослину з вікторіанських часів.
Температура взимку не нижче 12°C. Рослини не витримують яскравого сонця, тому їх можна вирощувати у середині кімнати, коридорах. Полив регулярний, взимку обмежено.

## Галерея

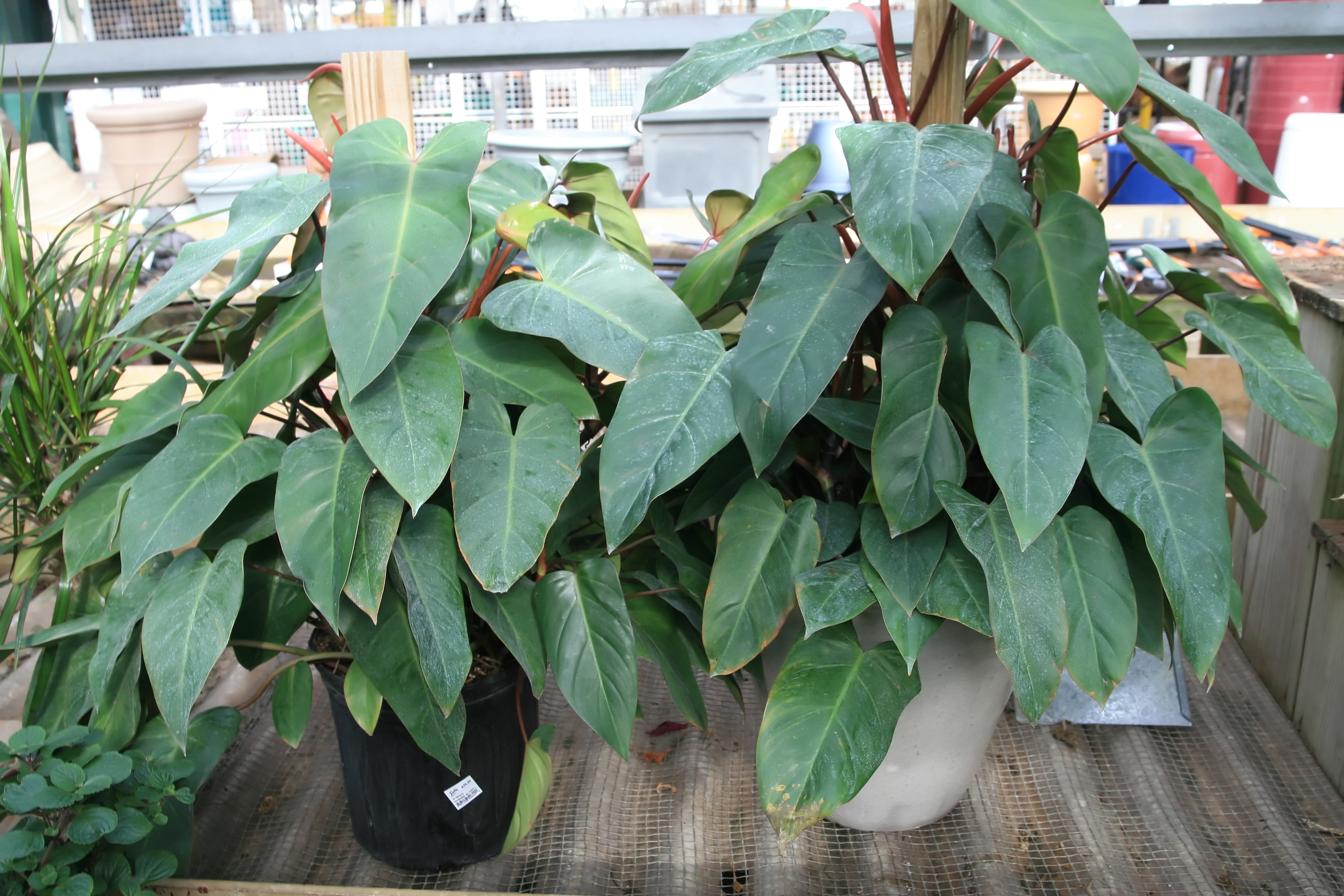
Philodendron erubescens
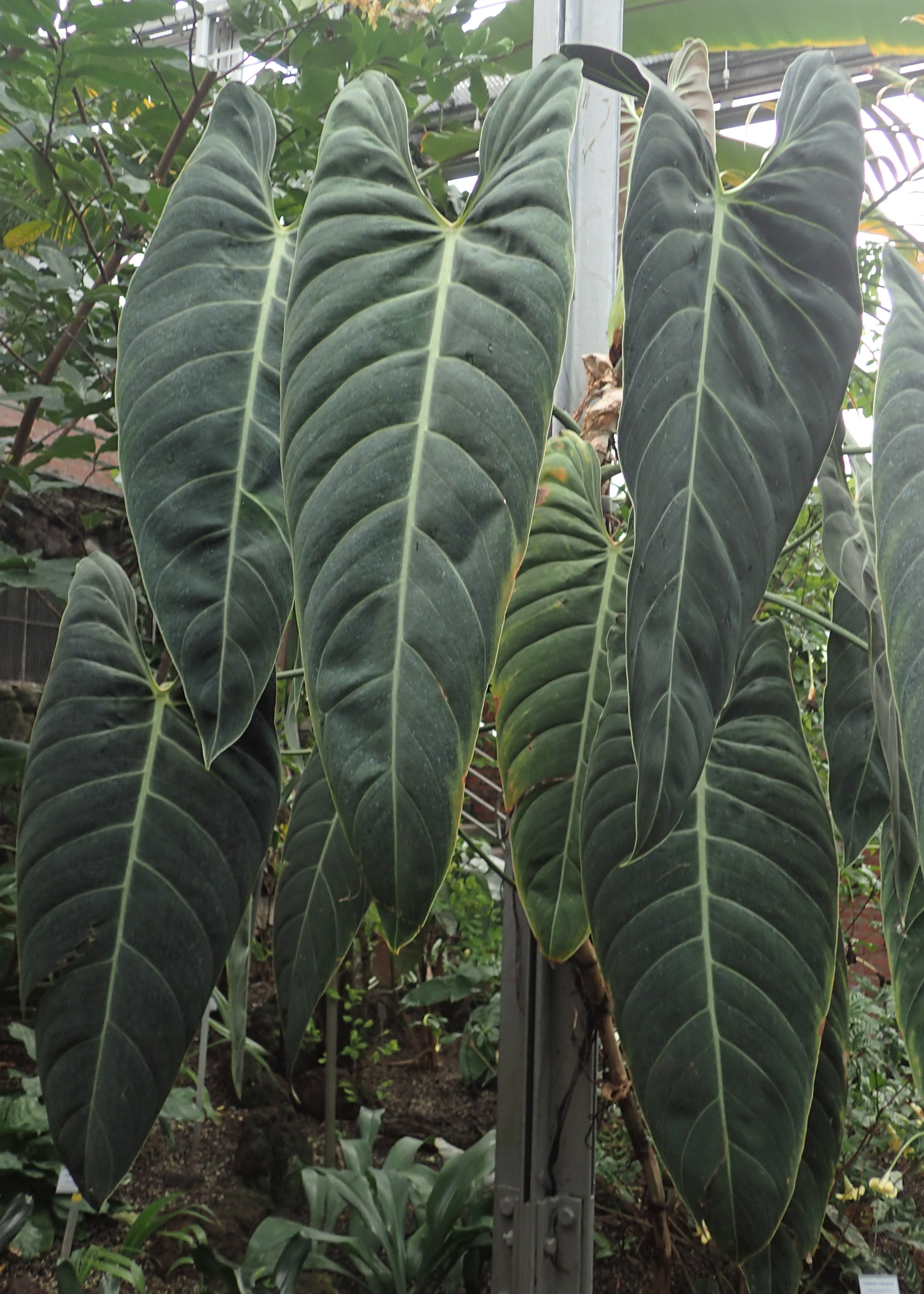
Philodendron melanochrysum
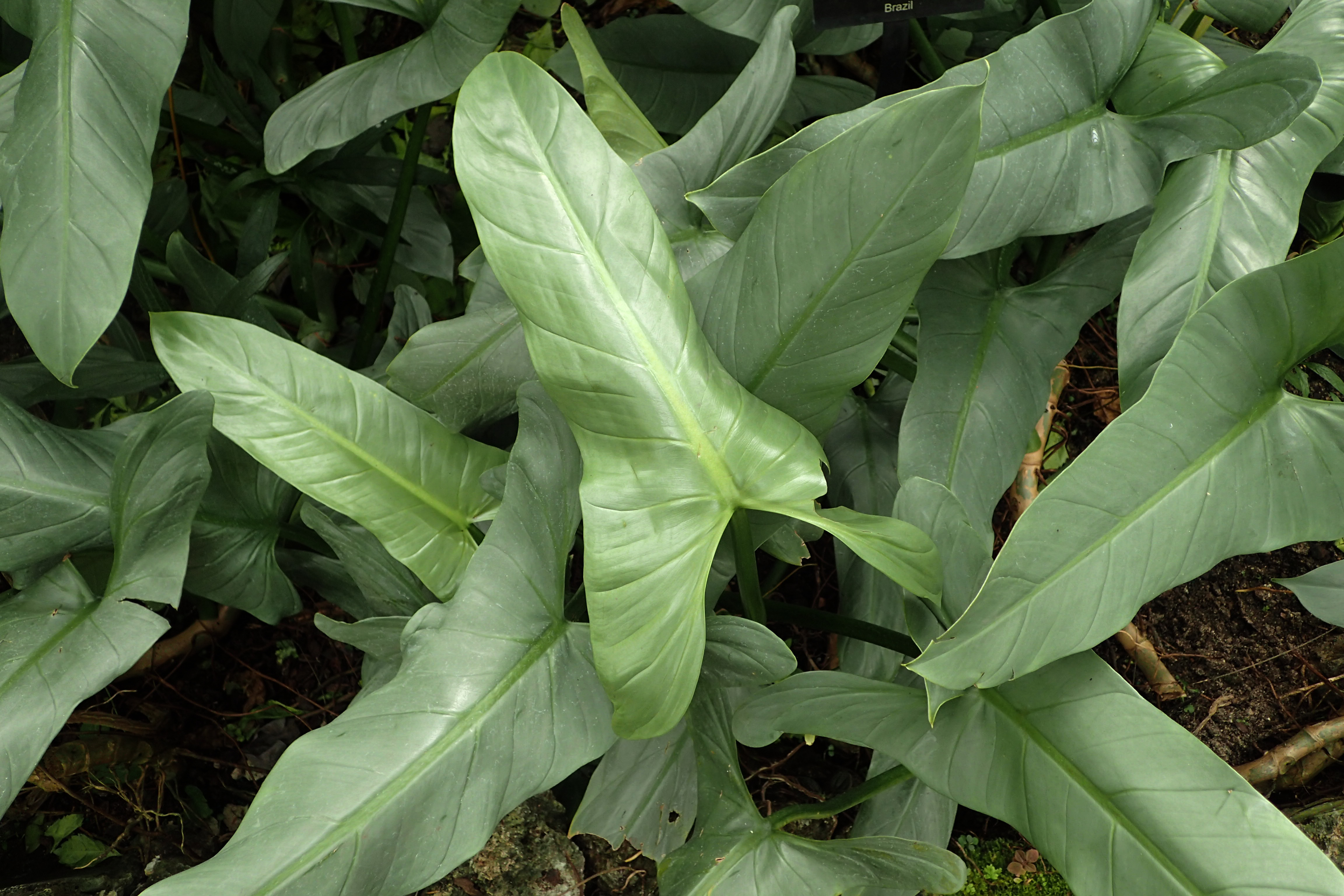
Philodendron hastatum
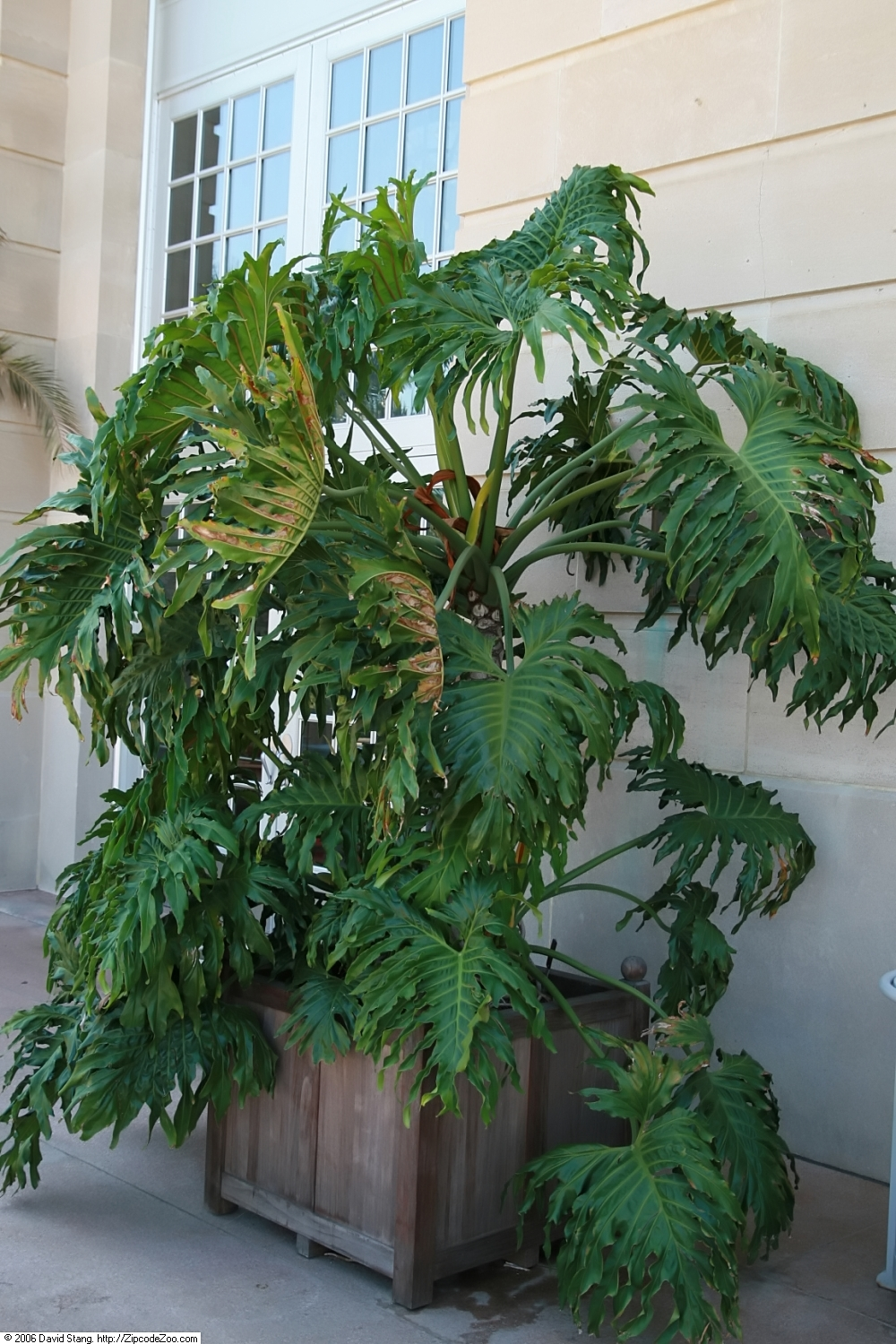
Philodendron bipinnatifidum
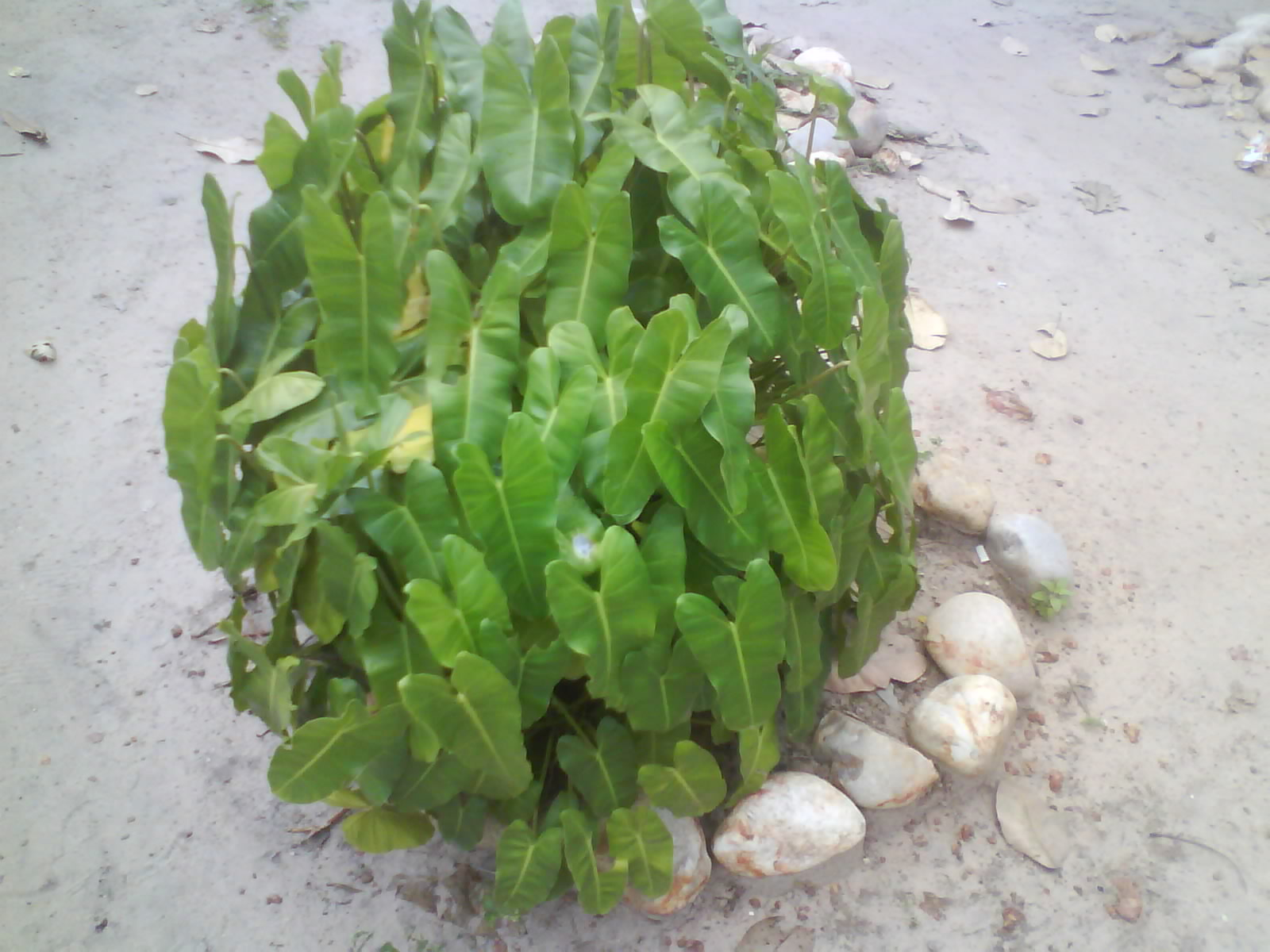
Philodendron imbe